# Moenkhausia lepidura
Moenkhausia lepidura es una especie de peces de la familia Characidae en el orden de los Characiformes.

## Morfología
Los machos pueden llegar alcanzar los 8,4 cm de longitud total.

## Alimentación
Come invertebrados.

## Hábitat
Vive en zonas de clima tropical entre 22 °C - 28 °C de temperatura.

## Distribución geográfica
Se encuentran en Sudamérica: ríos  Amazonas, Orinoco, y ríos costeros de Guayana y Surinam.